# 대구 부인사 석등
대구 부인사 석등(大邱 夫人寺 石燈)은 대한민국 대구광역시 동구 신무동, 부인사 대웅전 앞에 놓여 있는 신라의 8각 석등이다. 1988년 5월 30일 대구광역시의 유형문화재 제16호로 지정되었다.

## 개요
부인사 대웅전 앞에 놓여 있는 8각 석등으로, 네모난 바닥돌 위에 3단의 받침을 두어 불을 밝혀두는 화사석(火舍石)과 지붕돌을 올린 일반적인 모습이다.
받침부분은 가운데기둥을 사이에 두고 아래받침돌에는 엎어놓은 연꽃무늬를, 윗받침돌에는 솟은 연꽃무늬를 대칭적으로 새겨 놓았다. 화사석은 다른 절터에 있던 것을 가져다 복원한 것으로 4면에 창을 두었다. 지붕돌은 처마가 길고 얇으며, 여덟 귀퉁이가 하늘을 향해 들려있다. 꼭대기에는 연꽃무늬가 새겨진 둥근 받침만 남아 있을 뿐 그 위의 머리장식은 모두 없어진 상태이다.
비록 받침의 가운데기둥에 약간의 금이 갔지만 거의 완전한 형태로 남아 있으며, 조각도 섬세하고 부드럽다. 각 부재가 서로 균형과 조화를 이루고 있는 뛰어난 신라의 작품이다.

## 같이 보기
- 부인사

## 참고 자료
- 부인사석등 - 국가유산청 국가유산포털